# Richard Sörman
Karl Arne Richard Sörman, född 8 september 1967 i Risinge församling, Östergötlands län, är en svensk kommunikatör. Sedan 2024 är han ansvarig utgivare på Youtube-kanalen Riks.

## Biografi
Richard Sörman föddes 1967 i Risinge församling. Han studerade 1988–1991 vid Stockholms universitet och avlade filosofie kandidatexamen i franska. Sörman studerade 1991–1992 vid Université Paul Valéry Montpellier 3 och 2000 vid Uppsala universitet, där han avlade filosofie doktorsexamen i franska, romanska språk, litteratur och språkvetenskap. Han medverkade 2007 i TV-serien Leende guldbruna ögon som basist i Janne Martins orkester. Han grundade 2020 Svenska kulturstiftelsen och är dess ordförande. Sörman blev 2024 ansvarig utgivare på Youtube-kanalen Riks och efterträdde Dick Erixon.
Sörman är återkommande skribent på Det Goda Samhället.